# Drepanosticta sundana
Drepanosticta sundana är en trollsländeart som först beskrevs av Krüger 1898.  Drepanosticta sundana ingår i släktet Drepanosticta och familjen Platystictidae. IUCN kategoriserar arten globalt som otillräckligt studerad. Inga underarter finns listade i Catalogue of Life.